# La Mora (Badalona)
La Mora és un barri de Badalona (Barcelonès) que forma part del Districte V juntament amb Gorg, El Raval, Congrés i Can Claris. Limita amb Sant Adrià de Besòs i els districtes de Gorg, Progrés i El Remei
Amb les dades del padró de 2012, el barri de La Mora té 475 habitants, dels quals 243 (el 51,2%) són homes i 232 (el 48,8%) són dones. La població del barri representa només el 0,2% d'habitants de tota la ciutat.

## Llocs d'interès
Al barri de La Mora hi destaca des de l'any 2005 el Port de Badalona, on neix el passeig marítim de la ciutat, que va ser inaugurat el 2012. El Pont de Sant Lluc, que salva les vies del tren al seu pas pel barri, és d'un característic color verd, i va ser construït l'any 2010 en l'emplaçament on abans hi havia el pont de la fàbrica Cros.
La platja de la Mora, ubicada entre el Port de Badalona i el límit de Sant Adrià de Besòs, és coneguda per la pràctica del naturisme.